# Ente delle Nazioni Unite per l'uguaglianza di genere e l'empowerment femminile
(Segretario Generale delle Nazioni Unite, Ban Ki-moon)
L'Entità delle Nazioni Unite per l'uguaglianza di genere e l'empowerment delle donne (United Nations Entity for Gender Equality and the Empowerment of Women o UN Women) è un ente delle Nazioni Unite che lavora per favorire il processo di crescita e sviluppo della condizione delle donne e della loro partecipazione pubblica.
UN Women è stata istituita nel luglio 2010 ed è diventata operativa nel gennaio del 2011. L'ex presidente del Cile Michelle Bachelet ne è stata la prima direttrice esecutiva; il 10 luglio del 2013 la carica è passata alla sudafricana Phumzile Mlambo-Ngcuka, a sua volta sostituita il 13 settembre 2021 dalla giordana Sima Sami Bahous.
UN Women, come Fondo di sviluppo delle Nazioni Unite per le donne e precedentemente come UNIFEM, fa parte del Gruppo per lo sviluppo delle Nazioni Unite.

## Storia
In linea con la risoluzione 63/311 adottata dall'Assemblea generale delle Nazioni Unite, nel gennaio 2006, il segretario generale presentò il rapporto A/64/588, intitolato “Comprehensive Proposal for the Composite Entity for Gender Equality and the Empowerment of Women” (Proposta esaustiva per l'Ente composito sull'uguaglianza di genere e l'empowerment delle donne). In tale relazione, il segretario generale delle Nazioni Unite concludeva che, piuttosto che distogliere altri organismi del sistema delle Nazioni Unite dalla loro responsabilità nel contribuire alla promozione dell'uguaglianza di genere e all'empowerment delle donne, il nuovo ente avrebbe dovuto provvedere a fissare il focus delle attività relative all'uguaglianza di genere per l'intero sistema delle Nazioni Unite. In più, il segretario generale Ban Ki-moon stimò che sarebbero stati necessari, approssimativamente, 125 milioni di dollari annuali, per coprire i costi operativi ed i costi di avviamento a livello nazionale, regionale considerando anche la sede centrale. Inoltre, un'addizionale di 375 milioni di dollari era stata stimata come necessaria per affrontare la fase iniziale, in particolare per dare seguito alle istanze nazionali in merito al supporto programmatico.
Infine, dopo anni di negoziazioni fra Stati membri delle Nazioni Unite, gruppi femminili e società civile, il 2 luglio del 2010, l'Assemblea generale delle Nazioni Unite, all'unanimità, ha adottato la risoluzione 64/289, creando così l'Entità UN Women che si avvale dell'unione di molteplici risorse e mandati, trovando le proprie basi in un importante lavoro svolto da quattro organismi che costituivano in precedenza enti ben distinti del Sistema delle Nazioni Unite:
- la Divisione per l'avanzamento delle donne (Division for the Advancement of Women o DAW);
- l'Istituto internazionale delle Nazioni Unite per la ricerca e la formazione del progresso delle donne (INSTRAW);
- l'Ufficio del consigliere speciale sulle questioni di genere e l'avanzamento delle donne (Office of the Special Adviser on Gender Issues Advancement of Women o OSAGI);
- il Fondo di sviluppo delle Nazioni Unite per le donne (UNIFEM).

Il segretario generale Ban Ki-moon al momento della fondazione di questa nuova Entità annunciò la sua gratitudine nei confronti degli “Stati membri che hanno permesso questo grande passo in avanti per il mondo delle donne e delle ragazze” ed aggiunse che “UN Women incrementerà significativamente gli sforzi per promuovere l'eguaglianza di genere; espandere opportunità e combattere le discriminazioni di genere nel mondo.”
Il 14 settembre del 2010 fu annunciato che l'ex presidente del Cile, Michelle Bachelet, era stata scelta a capo dell'UN Women. Vari paesi hanno sostenuto la creazione dell'organismo e hanno dato il benvenuto a Bachelet come direttrice. Durante il Dibattito Generale, in occasione dell'apertura della sessantacinquesima Assemblea generale delle Nazioni Unite, i leader mondiali commentarono la creazione dell'organismo e le sue intenzioni di “rafforzare la presenza ed il ruolo delle donne” con lo stesso favore con cui salutarono Bachelet come prima guida dell'esecutivo.
Le disposizioni contenute nella risoluzione 63/311 sulla coerenza dell'intero Sistema, adottate dall'Assemblea generale delle Nazioni Unite il 2 ottobre 2010, costituirono il progetto di attività di UN Women. Cercando di rafforzare le intese istituzionali delle Nazioni Unite in materia di uguaglianza di genere e empowerment, tale Risoluzione appoggiò una riorganizzazione in base alla quale i quattro distinti organi delle Nazioni Unite - DAW, INSTRAW, OSAGI, UNIFEM - da quel momento in poi si sarebbero concentrati esclusivamente sulla promozione dell'uguaglianza di genere, essenzialmente articolata in due direzioni principali:
- sostenere gli organismi intergovernativi quali la Commissione delle Nazioni Unite sullo status delle donne nell'elaborazione di politiche, standard e norme internazionali;
- affiancare gli Stati Membri nell'applicazione di tali misure, garantendo, dove necessario, il supporto tecnico e finanziario richiesto, dando vita ad efficienti collaborazioni con la società civile.

Tale Entità composita è diretta da un sotto segretario generale. In più, la Risoluzione dispone che la competenza a formulare le proposte di azione di UN Women è del segretario generale delle Nazioni Unite. Questi dovrà specificare di volta in volta la portata della missione ed il relativo piano organizzativo che deve includere una carta procedimentale che regoli la gestione dei fondi ed il funzionamento del comitato esecutivo, consentendo la vigilanza sull'attività operativa dell'organismo.

## Struttura e funzionamento
La risoluzione 64/289 ha stabilito che l'organismo deve essere presieduto da un Sotto Segretario Generale, nominato dal segretario generale previa consultazione degli Stati membri e in carica per quattro anni, con possibilità di rinnovare l'incarico per un solo mandato. Inoltre, l'organizzazione è gestita da una governance intergovernativa multi-stratificata incaricata di provvedere alla determinazione di linea guida normative ed operative.
L'assemblea generale, il Consiglio economico e sociale delle Nazioni Unite (ECOSOC), e la Commissione delle Nazioni Unite sullo status delle donne (Commission on the Status of Women o CSW) costituiscono la struttura governativa che stabilisce i principi guida della policy normativa dell'organismo. La struttura di governance intergovernativa incaricata di provvedere alla guida operativa di UN Women include l'assemblea generale, l'ECOSOC e l'organizzazione del comitato esecutivo.
Il Comitato esecutivo consiste di quarantuno membri eletti dall'ECOSOC e in carica per un tempo di tre anni. Il Comitato è così ripartito:
- dieci appartenenti al Gruppo degli Stati africani;
- dieci appartenenti al Gruppo degli Stati asiatici;
- quattro appartenenti al Gruppo degli Stati dell'Europa Orientale;
- sei appartenenti al Gruppo degli Stati latino americani e caraibici;
- cinque appartenenti al Gruppo dell'Europa Occidentale e altri Stati;
- sei appartenenti a paesi contributori.
- quattro posti selezionati da e tra i primi dieci maggiori "fornitori" volontari di contributi al bilancio centrale di UN Women;
- due posti destinati ad altrettanti Paesi in via di sviluppo non membri del forum Development Assistance Committee (DAC/OECD) dell'Organizzazione per la cooperazione e lo sviluppo economico (OCSE). La selezione ricadrà sui dieci maggiori "fornitori" volontari di contributi al bilancio centrale di UN Women.

Le risorse finanziarie richieste per costituire i fondi necessari ai processi normativi saranno attinti dal budget ordinario dell'Ente dopo l'approvazione dell'Assemblea Generale, mentre il budget per i processi relativi ai servizi operativi ed alle attività ad ogni livello saranno raccolti dalle contribuzioni volontarie approvate dal Comitato Esecutivo UN Women.

### Composizione del Comitato Esecutivo
Il Comitato Esecutivo del 2014, eletto nel 2013, è così formato:
- Africa: Algeria, Gabon, Gambia, Gibuti, Guinea Equatoriale, Malawi, Senegal, Somalia, Sudafrica, Togo;
- Asia-Pacifico: Bangladesh, Cina, Emirati Arabi Uniti, Filippine, Giappone, India, Isole Salomone, Maldive, Repubblica coreana, Thailandia;
- Europa Orientale: Bosnia ed Erzegovina, Lettonia, Polonia, Russia;
- America Latina e Caraibi: Brasile, Colombia, Cuba, Suriname, Uruguay, Venezuela;
- Europa Occidentale e altri Stati: Australia, Liechtenstein, Islanda, Nuova Zelanda, Spagna;
- Paesi contribuenti: Arabia Saudita, Messico, Norvegia, Regno Unito, Stati Uniti d'America, Svezia.

## Mandato
Il mandato e le funzioni di UN Women consistono nel consolidamento dei mandati e delle funzioni della Divisione per l'Avanzamento delle Donne (Division for the Advancement of Women o DAW); dell'Istituto internazionale delle Nazioni Unite per la ricerca e la formazione del progresso delle donne (INSTRAW); dell'Ufficio del Consigliere Speciale sulle Questioni di Genere e l'Avanzamento delle Donne(Office of the Special Adviser on Gender Issues Advancement of Women o OSAGI) e del Fondo di sviluppo delle Nazioni Unite per le donne (UNIFEM).
In aggiunta, UN Women deve guidare, coordinare e promuovere la responsabilità del Sistema delle Nazioni Unite nella pratica e nella valorizzazione dell'eguaglianza di genere e nei suoi propositi di potenziamento dell'empowerment delle donne. L'obiettivo di UN Woman è di integrare, non di sostituire, gli sforzi degli altri organismi del Sistema delle Nazioni Unite - quali il Fondo delle Nazioni Unite per l'infanzia (UNICEF), il Programma delle Nazioni Unite per lo sviluppo (UNDP) e il Fondo delle Nazioni Unite per la popolazione (UNFPA) - che continueranno a lavorare comunque per l'eguaglianza di genere e per l'empowerment delle donne nelle loro aree di competenza.
In accordo con le disposizioni della risoluzione 64/289, UN Women avrà come base giuridica la Carta delle Nazioni Unite, la Dichiarazione di Beijing (Pechino) e il Platform for Action – incluse le conclusioni sulle dodici aree critiche evidenziate nella ventitreesima sessione speciale dell'Assemblea Generale – così come gli altri strumenti compatibili delle Nazioni Unite quali criteri e risoluzioni rivolti alle questioni di uguaglianza di genere e empowerment e avanzamento delle donne.

## Obiettivi
UN Women ha il compito di:
- supportare i corpi intergovernativi, come le Commissioni per le Pari Opportunità nella formulazione delle politiche; nella definizione degli standard minimi globali e nel legiferare nuove norme;
- aiutare Stati membri delle Nazioni Unite a implementare gli standard raggiunti e, quando necessario, mettere a disposizione, con prontezza, supporti tecnici e finanziari appropriati in relazione ai paesi richiedenti; inoltre a stabilire un reale rapporto di collaborazione con la società civile
- consentire agli Stati membri di contribuire attivamente all'interno di un sistema capace di adempiere ai propri impegni indirizzati al dell'eguaglianza di genere, incluso il regolare monitoraggio dei progressi sistemici complessivi.